# جاستین بوتی
جاستین بوتی (انگلیسی: Justin Booty؛ زادهٔ ۲ ژوئن ۱۹۷۶) بازیکن فوتبال اهل بریتانیا است.
از باشگاه‌هایی که در آن بازی کرده‌است می‌توان به باشگاه فوتبال ویونهوئه تاون، باشگاه فوتبال براینتری تاون، و باشگاه فوتبال کولچستر یونایتد اشاره کرد.